# Selby
Selby è una città di 14 731 abitanti della contea del North Yorkshire, in Inghilterra, anche se storicamente fa parte del West Riding of Yorkshire.
Nella città c'è una abbazia medioevale, restaurata dopo un incendio nel 1906. La vetrata dell'abbazia ha una curiosità. Vi è dipinto lo stemma di Washington, ma risalendo al quattordicesimo secolo, è stato dipinto anteriormente alla fondazione degli Stati Uniti.

## Amministrazione

### Gemellaggi
- Carentan, Francia
- Filderstadt, Germania
- Waldfischbach-Burgalben, Germania